# Holburn
Holburn – osada w Anglii, w hrabstwie Northumberland. Leży 75 km na północ od miasta Newcastle upon Tyne i 472 km na północ od Londynu.